# ابانی
ابانی (به لاتین: Abbani) در هند است که در کارناتاکا واقع شده‌است.